# Cornel Țăranu
Cornel Țăranu (ur. 20 czerwca 1934 w Klużu, zm. 18 czerwca 2023) – rumuński kompozytor.

## Życiorys
Studiował w konserwatorium w Klużu (1951–1957), gdzie jego nauczycielami byli Sigismund Toduță i Iuliu Mureșianu. W latach 1966–1967 studiował w Paryżu u Nadii Boulanger i Oliviera Messiaena. W latach 1968, 1969 i 1972 uczestnik Międzynarodowych Letnich Kursów Nowej Muzyki w Darmstadcie, gdzie uczęszczał na zajęcia prowadzone przez Györgya Ligetiego i Bruna Madernę. Od 1968 roku dyrygował wykonującym muzykę współczesną zespołem „Ars Nova”. Kawaler francuskiego Orderu Sztuki i Literatury (2002).
W swojej twórczości posługiwał się atonalnymi strukturami dźwiękowymi, wykorzystywał wariacyjne przetworzenia materiału tematycznego, niekiedy z elementami aleatoryzmu.

## Wybrane kompozycje
(na podstawie materiałów źródłowych)

### Utwory orkiestrowe
- Symfonia na smyczki (1957)
- 4 symfonie (I Sinfonia brevis 1962, II Aulodica 1975–1976, III Signes 1984, IV Ritornele 1987)
- Secvențe na smyczki (1960)
- Simetrii (1964)
- Incantații (1965)
- Koncert fortepianowy (1966)
- Intercalări na fortepian i orkiestrę (1967–1969)
- Sinfonietta giocasa na smyczki (1968)
- Alternanțe (1968)
- Racorduri na orkiestrę kameralną (1971)
- Cîntec lung na klarnet, fortepian i smyczki (1974)
- Ghirlande (1979)
- Prolegomene II na smyczki i fortepian (1982)
- Sonata rubato II na obój, fortepian i smyczki (1988)
- Miroirs na saksofon i orkiestrę kameralną (1990)
- Antiphona na flet i orkiestrę (1996)
- Koncert na obój i smyczki (1998)
- Concerto breve na flet i orkiestrę (2001)
- Rimembranza (2004)
- Sax-Sympho na saksofon i orkiestrę (2006)

### Utwory kameralne
- Trio smyczkowe (1952)
- Poem-Sonata na klarnet i fortepian (1954)
- Sonata na wiolonczelę (1960)
- Sonata na flet (1961)
- Sonata na obój (1963)
- 3 utwory na klarnet i fortepian (1964)
- Dialogues for 6 na flet, klarnet, trąbkę, wibrafon, perkusję i fortepian (1966)
- Resonances I na gitarę (1977) i II na gitarę i kwartet smyczkowy (1978)
- Offrande I na flet i 2 grupy perkusyjne (1978), II na flet, 2 grupy perkusyjne, kwartet smyczkowy i fortepian (1978), III na 4 flety, fortepian i perkusję (1988)
- Prolegomene I na kwartet smyczkowy i fortepian (1981)
- Sonata na klarnet i perkusję (1985)
- Sonata na kontrabas solo (1986)
- Sonata rubato I na obój (1986)
- Sempre ostinato I na saksofon sopranowy lub klarnet (1986) i II na saksofon lub klarnet i 7 instrumentów (1986–1988)
- Sonata na altówkę solo (1990)
- Sonata na wiolonczelę solo (1992)
- Mosaiques na saksofon lub klarnet i zespół instrumentów (1992)
- Cadenze Concertante na wiolonczelę i orkiestrę kameralną (1993)
- Trajectoires na zespół instrumentów (1994)
- Responsorial na klarnet (1996)
- Flaine Quintette na instrumenty dęte (1997)
- Cadenze per Antiphona na flet solo (1998)
- Siciliana Blues na fortepian i orkiestrę kameralną (1998)
- Baroccoco na zespół instrumentów barokowych (2004)

### Utwory fortepianowe
- Sonata Ostinato (1961)
- Contrastes I (1962) i II (1963)
- Dialogues II (1967)

### Utwory wokalno-instrumentalne
- Ebauche na głos, klarnet, skrzypce, altówkę, wiolonczelę i fortepian (1966–1968)
- Le Lit de Procruste na baryton, klarnet, altówkę i fortepian (1968–1970)
- Orfeu na baryton i zespół kameralny (1985)
- Chansons sans réponse na baryton, recytatora, klarnet, fortepian i smyczki (1986–1988)
- Hommage à Paul Celan na mezzosopran, bas i zespół kameralny (1989)
- Dedications na bas, recytatora, mały chór i zespół instrumentów (1991)
- Chansons interrompues na głos i zespół instrumentów (1993)
- Laudatio per Clusium na głos i zespół instrumentów (1997)
- Saturnalii na baryton i zespół instrumentów (1998)
- Three Labiș Poems na bas i fortepian (1998)
- Shakespeare Sonnets na głos i zespół instrumentów (2003)
- Sinfonia da Requiem na chór i orkiestrę (2005)

### Utwory na chór a cappella
- Testament (1988)
- Modra rijeka (2002)

### Opery
- Secretul lui Don Giovanni (wyst. Kluż 1970)
- opera kameralna Oreste-Oedipe (1999–2001)